# Alternatiba (parti politique)
Pour les articles homonymes, voir Alternatiba.
 (décembre 2014).
Si vous disposez d'ouvrages ou d'articles de référence ou si vous connaissez des sites web de qualité traitant du thème abordé ici, merci de compléter l'article en donnant les références utiles à sa vérifiabilité et en les liant à la section « Notes et références ».

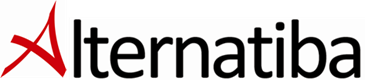
Logo

Alternative (en basque, Alternatiba) est un parti politique espagnol présent dans la Communauté autonome basque et dont le rayon d'action, d'après ses statuts, est Euskal Herria, entité qui intègre le Pays basque espagnol, la Navarre et le Pays basque français.

## Historique

### Fondation
Le 13 décembre 2008, la plateforme Alternatiba Eraikitzen est créée à Bilbao avec pour objectif de « recomposer une gauche politique forte et avec des perspectives d'avenir ». Elle s'inscrit au registre des partis politiques du ministère de l'Intérieur le 2 février 2009. Elle est issue d'une scission d'Ezker Batua - Berdeak.
Le 31 octobre 2009, l'assemblée constituante du parti, qui se définit comme une formation politique de gauche, « radicalement démocratique, non violente et anticapitaliste » proposant « une alternative sociale » « souverainiste et bascophile », ainsi que « féministe et écologiste ».
Le 30 octobre 2010, le parti tient sa première assemblée fixant comme objectif de créer une alliance stratégique avec des partis souverainistes de gauche, notamment Eusko Alkartasuna (EA) et des partis politiques de la gauche « abertzale » alors illégaux en Espagne.

### Résultats électoraux
En 2011, Alternative participe aux élections municipales et aux élections régionales du Pays Basque espagnol et de la Navarre en coalition avec Bildu. Ce dernier parti (également allié avec EA, Herritarron Garaia, Araba Bai et Divers de la gauche abertzale) devient alors la deuxième force politique du Pays Basque espagnol. Bien que refusant la lutte armée, Alternative se trouve vite confrontée aux controverses suscitées par Bildu, parti politique ayant participé à des actes organisés par des indépendantistes pro-ETA et considéré par le gouvernement espagnol comme « faisant partie de la stratégie de l'ETA » en raison du lien étroit avéré entre certains de leurs candidats et Batasuna (considéré comme bras politique de l'ETA). En mai 2011, le Tribunal supérieur de justice déclare cette formation politique illégale car faisant partie d'un projet « géré, dirigé, coordonné et articulé par l'ensemble ETA-Batasuna ». Certains partis politiques basques, notamment le PNV déclarent à la suite de cette décision judiciaire qu'ils retirent leur soutien au gouvernement et aux comptes généraux de l'État. Bildu fait appel et le Tribunal constitutionnel reconnaît alors, après un vote extrêmement serré, la légalité du parti. Depuis, Bildu et ses partenaires (dont Alternative) dirigent 123 mairies et comptent 1 138 adjoints et 7 députés au gouvernement de Navarre.
Afin de pouvoir participer aux élections nationales de 2011, la coalition Aralar-EA-Alternatiba-Divers de la gauche indépendantiste- se réunit dans une nouvelle coalition, Amaiur, qui obtient sept députés au Congrès des députés et trois sénateurs.